# Marele Premiu al Canadei din 2019
Marele Premiu al Canadei din 2019 (cunoscut oficial ca Formula 1 Pirelli Grand Prix du Canada 2019) a fost o cursă auto de Formula 1 ce s-a desfășurat pe 9 iunie 2019 pe Circuitul Gilles Villeneuve din Montreal, Canada. Cursa a fost cea de-a șaptea etapă a Campionatului Mondial de Formula 1 din 2019, fiind pentru a cincizecea oară când s-a desfășurat o etapă de Formula 1 în Canada.
Cursa a fost marcată de incidentul din turul 48 dintre Sebastian Vettel și Lewis Hamilton, terminată cu penalizarea controversată a germanului, ducând la victoria lui Hamilton.

## Calificări
Calificările au avut loc pe 8 iunie 2019 începând cu ora locală 14:00 (UTC-4), ora 21:00 EEST.
| Poz.                  | Nr. | Pilot              | Constructor               | Timpi calificări | Timpi calificări | Timpi calificări | Grila finală |
| Poz.                  | Nr. | Pilot              | Constructor               | Q1               | Q2               | Q3               | Grila finală |
| --------------------- | --- | ------------------ | ------------------------- | ---------------- | ---------------- | ---------------- | ------------ |
| 1                     | 5   | Sebastian Vettel   | Ferrari                   | 1:11,200         | 1:11,142         | 1:10,240         | 1            |
| 2                     | 44  | Lewis Hamilton     | Mercedes                  | 1:11,518         | 1:11,010         | 1:10,446         | 2            |
| 3                     | 16  | Charles Leclerc    | Ferrari                   | 1:11,214         | 1:11,205         | 1:10,920         | 3            |
| 4                     | 3   | Daniel Ricciardo   | Renault                   | 1:11,837         | 1:11,532         | 1:11,071         | 4            |
| 5                     | 10  | Pierre Gasly       | Red Bull Racing-Honda     | 1:12,023         | 1:11,196         | 1:11,079         | 5            |
| 6                     | 77  | Valtteri Bottas    | Mercedes                  | 1:11,229         | 1:11,095         | 1:11,101         | 6            |
| 7                     | 27  | Nico Hülkenberg    | Renault                   | 1:11,720         | 1:11,553         | 1:11,324         | 7            |
| 8                     | 4   | Lando Norris       | McLaren-Renault           | 1:11,780         | 1:11,735         | 1:11,863         | 8            |
| 9                     | 55  | Carlos Sainz Jr.   | McLaren-Renault           | 1:11,750         | 1:11,572         | 1:13,981         | 11           |
| 10                    | 20  | Kevin Magnussen    | Haas-Ferrari              | 1:12,007         | 1:11,429         | Fără timp        | LB           |
| 11                    | 33  | Max Verstappen     | Red Bull Racing-Honda     | 1:12,107         | 1:11,786         | N/A              | 9            |
| 12                    | 26  | Daniil Kveat       | Scuderia Toro Rosso-Honda | 1:11,965         | 1:11,921         | N/A              | 10           |
| 13                    | 99  | Antonio Giovinazzi | Alfa Romeo Racing-Ferrari | 1:12,122         | 1:12,136         | N/A              | 12           |
| 14                    | 23  | Alexander Albon    | Scuderia Toro Rosso-Honda | 1:12,020         | 1:12,193         | N/A              | 13           |
| 15                    | 8   | Romain Grosjean    | Haas-Ferrari              | 1:12,109         | Fără timp        | N/A              | 14           |
| 16                    | 11  | Sergio Pérez       | Racing Point-BWT Mercedes | 1:12,197         | N/A              | N/A              | 15           |
| 17                    | 7   | Kimi Räikkönen     | Alfa Romeo Racing-Ferrari | 1:12,230         | N/A              | N/A              | 16           |
| 18                    | 18  | Lance Stroll       | Racing Point-BWT Mercedes | 1:12,266         | N/A              | N/A              | 17           |
| 19                    | 63  | George Russell     | Williams-Mercedes         | 1:13,617         | N/A              | N/A              | 18           |
| 20                    | 88  | Robert Kubica      | Williams-Mercedes         | 1:14,393         | N/A              | N/A              | 19           |
| Regula 107%: 1:16,184 |     |                    |                           |                  |                  |                  |              |
| Sursa:                |     |                    |                           |                  |                  |                  |              |

Note
- ^1 – Carlos Sainz Jr. a primit o penalizare de 3 locuri pe grila de start pentru că a împiedicat alți piloți în timpul calificărilor.
- ^2 – Kevin Magnussen a pornit de la linia boxelor pentru schimbarea șasiului.

## Cursa
Cursa a avut loc pe 9 iunie 2019, începând cu ora locală 14:00 (UTC-4), ora 21:00 EEST, și a durat 70 de tururi.
| Poz.                                                                | Nr. | Pilot              | Constructor               | Tururi | Timp/Retras | Puncte |
| ------------------------------------------------------------------- | --- | ------------------ | ------------------------- | ------ | ----------- | ------ |
| 1                                                                   | 44  | Lewis Hamilton     | Mercedes                  | 70     | 1:29:07,084 | 25     |
| 2                                                                   | 5   | Sebastian Vettel   | Ferrari                   | 70     | +3,658s     | 18     |
| 3                                                                   | 16  | Charles Leclerc    | Ferrari                   | 70     | +4,696s     | 15     |
| 4                                                                   | 77  | Valtteri Bottas    | Mercedes                  | 70     | +51,043s    | 13     |
| 5                                                                   | 33  | Max Verstappen     | Red Bull Racing-Honda     | 70     | +57,655s    | 10     |
| 6                                                                   | 3   | Daniel Ricciardo   | Renault                   | 69     | +1 tur      | 8      |
| 7                                                                   | 27  | Nico Hülkenberg    | Renault                   | 69     | +1 tur      | 6      |
| 8                                                                   | 10  | Pierre Gasly       | Red Bull Racing-Honda     | 69     | +1 tur      | 4      |
| 9                                                                   | 18  | Lance Stroll       | Racing Point-BWT Mercedes | 69     | +1 tur      | 2      |
| 10                                                                  | 26  | Daniil Kveat       | Scuderia Toro Rosso-Honda | 69     | +1 tur      | 1      |
| 11                                                                  | 55  | Carlos Sainz Jr.   | McLaren-Renault           | 69     | +1 tur      |        |
| 12                                                                  | 11  | Sergio Pérez       | Racing Point-BWT Mercedes | 69     | +1 tur      |        |
| 13                                                                  | 99  | Antonio Giovinazzi | Alfa Romeo Racing-Ferrari | 69     | +1 tur      |        |
| 14                                                                  | 8   | Romain Grosjean    | Haas-Ferrari              | 69     | +1 tur      |        |
| 15                                                                  | 7   | Kimi Räikkönen     | Alfa Romeo Racing-Ferrari | 69     | +1 tur      |        |
| 16                                                                  | 63  | George Russell     | Williams-Mercedes         | 68     | +2 tururi   |        |
| 17                                                                  | 20  | Kevin Magnussen    | Haas-Ferrari              | 68     | +2 tururi   |        |
| 18                                                                  | 88  | Robert Kubica      | Williams-Mercedes         | 67     | +3 tururi   |        |
| Ab                                                                  | 23  | Alexander Albon    | Scuderia Toro Rosso-Honda | 59     | Accident    |        |
| Ab                                                                  | 4   | Lando Norris       | McLaren-Renault           | 8      | Suspensie   |        |
| Cel mai rapid tur: Valtteri Bottas (Mercedes) – 1:13.078 (turul 69) |     |                    |                           |        |             |        |
| Sursa:                                                              |     |                    |                           |        |             |        |

Note
- ^3 – Sebastian Vettel a primit o penalizare de 5 secunde pentru reintrarea periculoasă pe pistă și forțarea altei mașini în afara pistei.

## Clasamentele campionatelor după cursă
|  | Poz. | Pilot            | Puncte |
|  | ---- | ---------------- | ------ |
|  | 1    | Lewis Hamilton   | 162    |
|  | 2    | Valtteri Bottas  | 133    |
|  | 3    | Sebastian Vettel | 100    |
|  | 4    | Max Verstappen   | 88     |
|  | 5    | Charles Leclerc  | 72     |

|   | Poz. | Constructor           | Puncte |
| - | ---- | --------------------- | ------ |
|   | 1    | Mercedes              | 295    |
|   | 2    | Ferrari               | 172    |
|   | 3    | Red Bull Racing-Honda | 124    |
|   | 4    | McLaren-Renault       | 30     |
| 3 | 5    | Renault               | 28     |

- Notă: În ambele clasamente sunt prezentate doar primele cinci locuri.